# Fernando León y Castillo
Fernando León y Castillo (Telde, 30 de noviembre de 1842-Biarritz, 12 de marzo de 1918) fue un abogado, político y diplomático español. Ministro de Ultramar durante el reinado de Alfonso XII y ministro de Gobernación durante la regencia de María Cristina de Habsburgo-Lorena, fue uno de los responsables de la intervención española en el norte de África. Ostentó el título nobiliario de marqués del Muni.

## Biografía

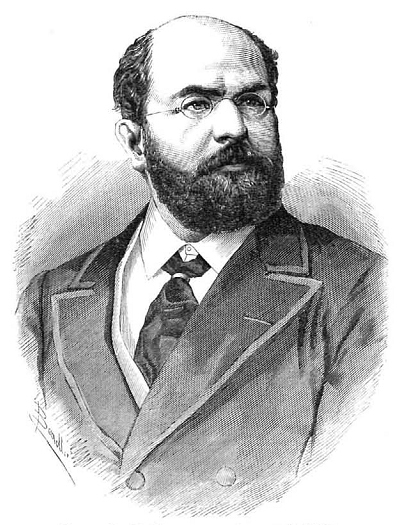
Retrato de León y Castillo en 1881.

Estudió Derecho en Madrid y colaboró en publicaciones liberales en los últimos años del reinado de Isabel II. Tras la Revolución de 1868 fue nombrado gobernador civil de Granada y Valencia. Fue elegido diputado a Cortes por Gran Canaria, en 1871, y más tarde senador por la provincia de Canarias, en 1874 accedió a la Subsecretaría de Ultramar.
Tras la Restauración y con Sagasta fue ministro de Ultramar entre el 8 de febrero de 1881 y el 9 de enero de 1883. Promovió diversas obras de construcción en Gran Canaria, como el Puerto de La Luz en Las Palmas de Gran Canaria, capital de su isla natal. Con su apoyo administrativo se construyeron el faro de Maspalomas y el lazareto de Gando, ambas obras de su hermano Juan. También se crearon los correos interinsulares, conocidos como correillos, pequeños barcos de vapor que comunicaban entre sí las islas Canarias. El 10 de octubre de 1886, León y Castillo se hizo cargo del Ministerio de Gobernación pero solo durante un año, pasando en noviembre de 1887 a ser embajador en Francia (puesto que ocupó con intermitencia hasta el fin de su vida).
En reconocimiento a su trayectoria política y por su negociación en el Tratado de París de 1900 (sobre la delimitación de las colonias del Sahara Español y Guinea Española), María Cristina de Habsburgo-Lorena, reina regente de España, le concedió en 1900 el título de marqués del Muni. Ya había sido condecorado por el gobierno francés con la Legión de Honor en 1890.
León y Castillo prosiguió con su labor política redactando, en torno al año 1902, el borrador de lo que vendría a ser un nuevo convenio franco-español que ampliaba los dominios españoles en Marruecos, incluyendo el área de Fez. Sin embargo, las dilaciones liberales y el escepticismo de Maura retrasaron la firma de este acuerdo hasta 1912, con resultados mucho más modestos. 
En 1904 fue el firmante en nombre del rey de España del Acuerdo Internacional para la supresión de la trata de blancas firmado en París el 18 de mayo de 1904 que establecía mecanismos entre gobiernos para la protección de mujeres y niñas que pudieran caer en manos de traficantes y el apoyo para que pudieran regresar a sus países de origen.
Participó en la Conferencia de Algeciras (1906) y defendió la política neutral española durante la Primera Guerra Mundial. En 1910 fue designado caballero de la Orden del Toisón de Oro. Murió en la localidad francesa de Biarritz en 1918. Diez años más tarde, sus restos fueron trasladados a su isla natal de Gran Canaria, siendo enterrados en el mausoleo que se le erigió en el interior de la Catedral de Las Palmas de Gran Canaria.
En 1992, fue nombrado a título póstumo el primer hijo predilecto de la isla de Gran Canaria.